# Вільгельм Гергет
Вільгельм Гергет (нім. Wilhelm Herget; 30 червня 1910, Штутгарт — 27 березня 1974, Штутгарт) — німецький льотчик-ас нічної винищувальної авіації, майор люфтваффе. Кавалер Лицарського хреста Залізного хреста з дубовим листям.

## Нагороди
- Нагрудний знак пілота (1940)
- Залізний хрест 2-го і 1-го класу
- Німецький хрест в золоті (7 лютого 1942)
- Лицарський хрест Залізного хреста з дубовим листям
  - лицарський хрест (20 червня 1943) — за 30 перемог.
  - дубове листя (№451; 11 квітня 1944) — за 63 перемоги.
- Авіаційна планка нічного винищувача в золоті з підвіскою